# Sneeuwgors
De sneeuwgors (Plectrophenax nivalis) is een zangvogel uit de familie Calcariidae.

## Kenmerken
Het mannetje heeft een sneeuwwitte kop en onderzijde, alsook grote vleugelvlekken en is in het zomerkleed markanter gekleed dan het vrouwtje. De lichaamslengte bedraagt 16 cm.

## Leefwijze
Het voedsel bestaat uit zaden en insecten.

## Voortplanting
Het legsel bestaat uit vier tot zeven eieren.

## Verspreiding en leefgebied
Zijn normale habitat is het palearctisch en het nearctisch gebied. Hij heeft een voorkeur voor de rotsachtige en schaars begroeide toendra's langs de Noordelijke IJszee, Noord-Amerika, Scandinavië en de bergen van Schotland. Ze broeden in de korte zomerperiode in het poolgebied één, tot twee maal bij uitzondering.
De soort telt vier ondersoorten:
- P. n. nivalis (Linnaeus, 1758): noordelijk Noord-Amerika en noordelijk Europa.
- P. n. insulae (Salomonsen, 1931): IJsland.
- P. n. vlasowae (Portenko, 1937): van noordoostelijk Europa tot noordoostelijk Siberië.
- P. n. townsendi (Ridgway, 1887): de Komandorski-eilanden, de Aleoeten en de Pribilofeilanden.

Tijdens de wintermaanden kan de Sneeuwgors langs de Nederlandse en Belgische kust gezien worden. De vaste overwinteringsgebieden zijn echter de steppen van Oost-Europa en Noord-Amerika.

## Afbeeldingen

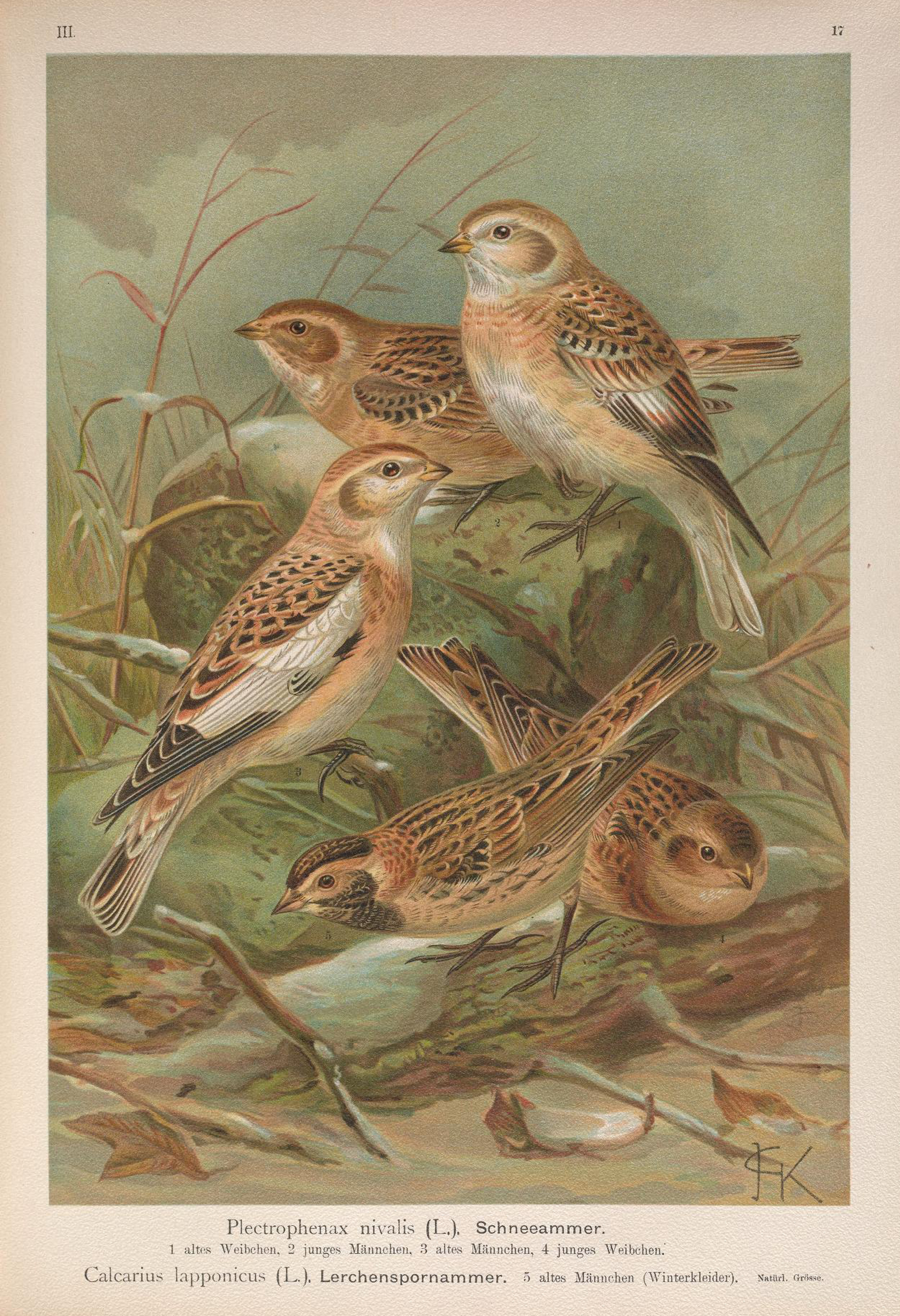
Plectrophenax nivalis (1905), Naumann, Naturgeschichte der Vögel Mitteleuropas
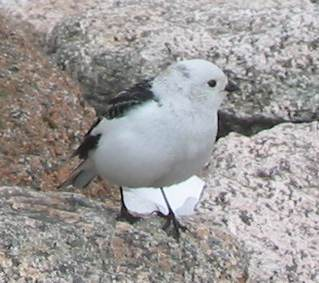
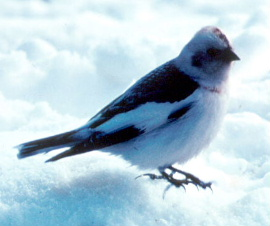
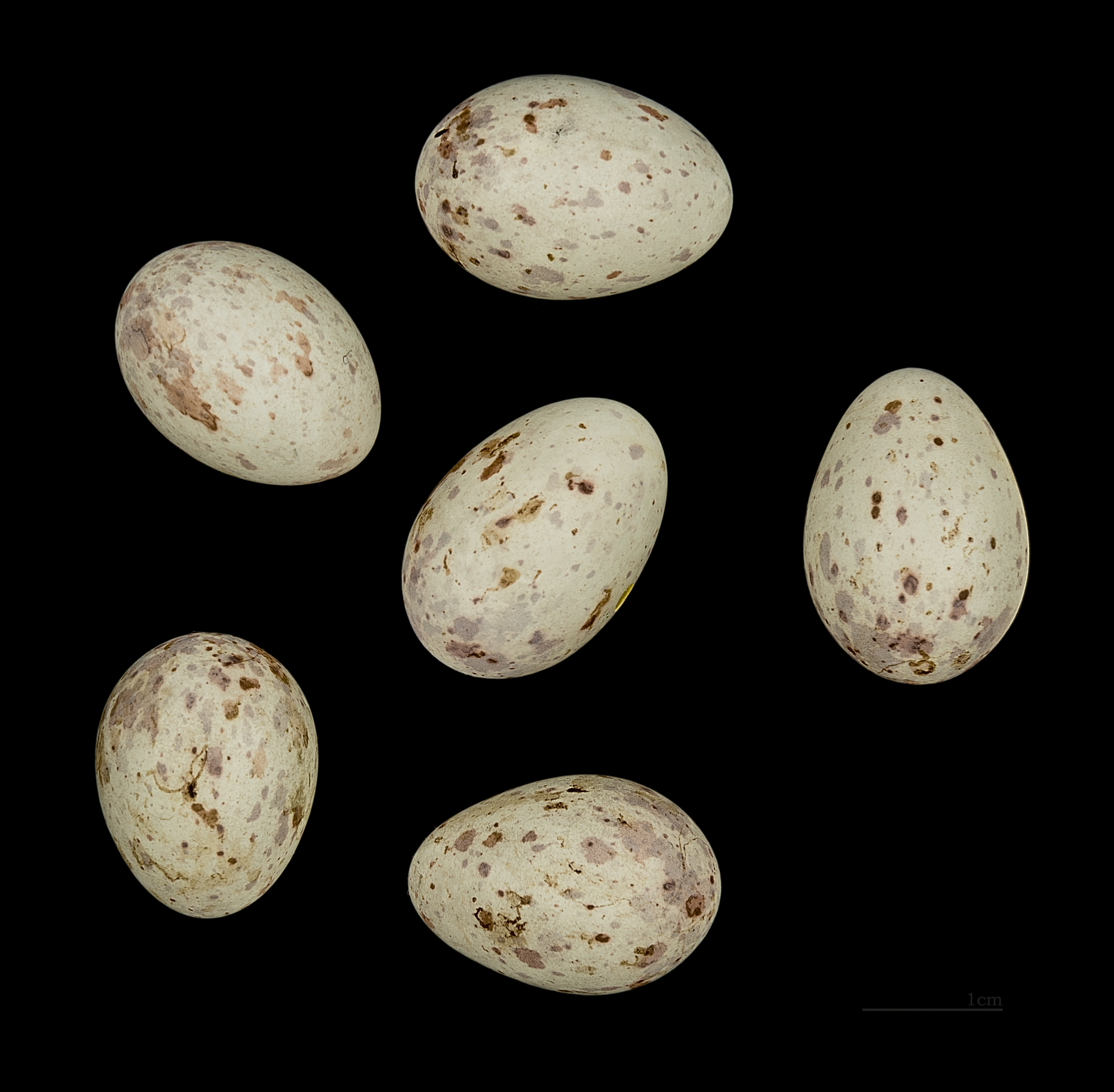

## Video
- Foeragerende sneeuwgors